# Ivica Križanac
Ivica Križanac est un footballeur international croate né le 13 avril 1979 à Split. Il évolue au poste de défenseur.

## Palmarès
Zénith Saint-Pétersbourg
- Vainqueur de la Coupe UEFA en 2008.
- Vainqueur de la Supercoupe de l'UEFA en 2008.
- Champion de Russie en 2007 et 2010.
- Vainqueur de la Coupe de Russie en 2010.
- Vainqueur de la Supercoupe de Russie en 2008.